# 一条线、一大片

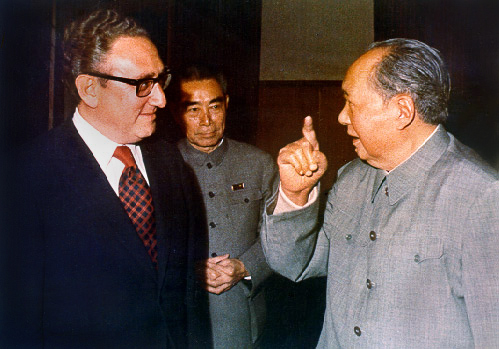
1973年，毛泽东会见美国总统特使基辛格时，提出“一条线”外交战略。

一条线、一大片是中华人民共和国1970年代初到1980年代初期的外交战略。主要是在中苏交恶后，针对来自北方苏联的威胁而提出，该外交战略提出后，中国的外交政策由“反苏反美”转变为“亲美反苏”。

## 背景

### 中国外交和周边情况
1960年代中苏交恶，1969年中苏边境爆发珍宝岛武装冲突，两国面临全面战争。在经济、军事实力远逊于苏联的背景下，中国的北方安全面临来自苏联的严重威胁。当时中国共产党中央委员会主席毛泽东认为：「中国最大的问题是苏联，而不是美国」，开始想「用美国这张牌来对付苏联」，逐步开始和美国缓解关系，1972年毛泽东会见美国总统尼克松（参见尼克松访华）。

### 美国外交情况
而美国此时也是在冷战中处于劣势，一方面苏联领导人积极的推行与美国的全球霸权战略，对美国构成极大“威胁”，另一方面美国自身於越南战争中泥足深陷，国内经济还遭受经济危机的影响，美国开始重新评估其对华政策。

## 过程
1973年，毛泽东会见美国总统特使基辛格，并对他提出了“一条线”的外交战略。毛泽东说道：「我说要搞一条横线，就是纬度，美国、日本、中国、巴基斯坦、伊朗、土耳其、欧洲。」所谓的“一条线”外交战略就是从中国、日本经巴基斯坦、伊朗、土耳其到欧洲再到美国这一条线上的国家联合抗苏，形成国际反霸统一战线。1974年，毛泽东在北京会见日本外务大臣大平正芳时又提出了“一大片”的外交构想，主要是「团结包括美国和日本在内的国家上一切可以利用的力量，共同对付苏联的扩张势头。」由此可见毛泽东指出的“一大片”和“一条线”上的所有周围国家，目的是团结一致，共同对付苏联。

## 影响和终结
当时的中国在“一条线、一大片”的外交战略指导下，从1970年代开始逐步与美国合作共同对抗苏联，建立包括美国、日本、欧洲在内的国际反霸统一战线，有效地遏制了苏联对中国的边境威胁，并摆脱了60年代以来在国际上的孤立地位。“一条线、一大片”战略从70年代初一直坚持到1982年，到了1982年，中共召开十二大正式确立新的外交政策即“独立自主的对外政策”。从此，“一条线、一大片”战略逐步被“独立自主”的外交战略所取代。